# Рейс, Акилес дос
Акилес дос Рейс (порт.-браз. Aquiles dos Reis; 28 августа 1928, Миранда, по другим данным Куяба, Мату-Гросу-ду-Сул — 9 января 2014, Кампу-Гранди) — бразильский футболист, правый нападающий.

## Карьера
Акилес родился в многодетной семье. Он начал играть в футбол в местной любительской команде «Жувентус», а затем в клубе «Акидауна». В 1945 году Акилес перешёл в клуб «Нороэсте» из Кампу-Гранди, а три года спустя в «Коринтианс» из Президенти-Пруденти.
В конце 1949 года Акилес перешёл в «Палмейрас». Он дебютировал в составе команды 24 декабря во встрече с «Португезой Деспортос» (2:2), где забил один из голов. 28 января 1950 года «Палмейрас» играл в решающем матче чемпионата штата с клубом «Сан-Паулу». «Палмейрас» находился на первом месте, опережая своего соперника только на одно очко. Это означало, что при победе «Сан-Паулу» титул доставался ей. После первого тайма «Палмейрас» проигрывал со счётом 0:1. В перерыве встречи Жаир потребовал отдавать все мячи ему, сказав, что гол они забьют. На 60-й минуте встречи мяч после его удара отскочил от лужи и попал к Акилесу, который забил ответный мяч. Встреча завершилась со счётом 1:1, что принесло победу в турнире «Палмейрасу». Сам Акилес сказал, что этот гол — «самое важное, что я сделал в своей жизни». В том же сезоне форвард отпраздновал победу в Кубке города Сан-Паулу. Это же достижение ему покорилось и год спустя. В 1951 году «Палмейрас» с Акилесом в составе выиграл турнир Рио — Сан-Паулу, где нападающий стал лучшим бомбардиром с 9 голами. В том же сезоне он победил на Кубке Рио. 12 июля в полуфинале этого турнира в матче с «Васко да Гамой» Акилес получил тяжёлую травму — перелом правой ноги. Он вернулся на поле спустя 7 месяцев, но позже получил ещё один перелом, а потом ещё один и принял решение завершить карьеру. Последний матч за клуб Акилес провёл 6 апреля 1954 года против «Уберландии» (2:2). Всего за клуб нападающий провёл 72 матча (38 побед, 19 ничьих и 15 поражений) и забил 39 голов. 
Позже футболист играл в футбол, выступая за любительскую команду «Мастера Вердана», состоявшую из ветеранов «Палмейраса». Акилес умер в 2014 году во сне в своём доме в Кампу-Гранди в результате закупорки сосудов сердца или сердечной недостаточности. По другим сведениям бывший футболист проснулся, чувствовал себя хорошо и разговаривал с женой, однако через несколько минут она нашла его уже мёртвым. Он был похоронен на кладбище Жардин дас Палмейрас.

## Статистика
| Сезон | Клуб      | Лига          | Чемпионат | Чемпионат | Кубок | Кубок | Международные | Международные | Прочие | Прочие | Товарищеские | Товарищеские |
| Сезон | Клуб      | Лига          | Игры      | Голы      | Игры  | Голы  | Игры          | Голы          | Игры   | Голы   | Игры         | Голы         |
| ----- | --------- | ------------- | --------- | --------- | ----- | ----- | ------------- | ------------- | ------ | ------ | ------------ | ------------ |
| 1949  | Палмейрас | Лига Паулиста | 0         | 0         | 0     | 0     | —             | —             | 1      | 1      | 0            | 0            |
| 1950  | Палмейрас | Лига Паулиста | 7         | 1         | 2     | 1     | —             | —             | 7      | 6      | 19           | 13           |
| 1951  | Палмейрас | Лига Паулиста | 7         | 4         | 2     | 1     | 4             | 2             | 10     | 7      | 5            | 0            |
| 1952  | Палмейрас | Лига Паулиста | 0         | 0         | 0     | 0     | —             | —             | 2      | 0      | 3            | 1            |
| 1953  | Палмейрас | Лига Паулиста | 0         | 0         | 0     | 0     | —             | —             | 0      | 0      | 0            | 0            |
| 1954  | Палмейрас | Лига Паулиста | 0         | 0         | 0     | 0     | —             | —             | 0      | 0      | 2            | 0            |

1. ↑  В графу «Кубок» входят матчи Кубка города Сан-Паулу
2. ↑  В графу «Международные» входят матчи Кубка Рио
3. ↑  В графу «Прочие» входят матчи турнира Рио-Сан-Паулу, турнира начала Рио-Сан-Паулу[порт.], турнира начала чемпионата Паулиста
4. ↑  В графу «Товарищеские» входят матчи товарищеские игры и турнира мэра Линеу Престиса[порт.]

## Достижения

### Командные
- Чемпион штата Сан-Паулу: 1950
- Обладатель Кубка города Сан-Паулу: 1950, 1951
- Победитель турнира Рио-Сан-Паулу: 1951
- Обладатель Кубка Рио: 1951

### Личные
- Лучший бомбардир турнира Рио-Сан-Паулу: 1951 (9 голов)

## Личная жизнь
Акилес был дважды женат. Вторая супруга — Марта. У него было трое детей и восемь внуков.